# Paolo Toselli
Paolo Toselli (Acqui Terme, 1960) è uno scrittore e ufologo italiano.

## Biografia
Nato ad Acqui Terme nel 1960, ha lavorato come impiegato direttivo presso l'Italgas di Torino, ora in pensione. Si dedica sin dal 1973 all'attività di ufologo fondando il gruppo ACOM. Dal 1978 si dedica all'aspetto socio-psicologico del fenomeno UFO (Unidentified Flying Objects, oggetti volanti non identificati) sviluppando interesse per i casi IFO (Identified Flying Objects, oggetti volanti identificati).
Dagli anni novanta si interessa di leggende metropolitane. Nel 1994 ha pubblicato La famosa invasione delle vipere volanti, un libro che raccoglie le leggende più diffuse in Italia, cerca di ricostruirne la diffusione spaziale e temporale e ne analizza gli aspetti simbolici. Il titolo fa riferimento ad una celebre leggenda metropolitana, il lancio di vipere da elicotteri.
Toselli coordina il Centro per la Raccolta delle Voci e leggende Contemporanee di Alessandria (CERAVOLC), un archivio unico nel suo genere per quanto riguarda l'Italia. È dirigente del Centro italiano studi ufologici (CISU) e ha collaborato con il mensile Focus.

## Pubblicazioni
- 2022 - UFO Ludico - edizioni UPIAR
- 2021 - Complottismi - Editrice Bibliografica
- 2018 - La famosa invasione delle vipere volanti (nuova edizione aggiornata) - Ledizioni
- 2008 - Alessandria 1978 - Allarme UFO - edizioni UPIAR
- 2005 - Le nuove leggende metropolitane - edizioni Avverbi
- 2004 - Storie di ordinaria falsità - edizioni BUR
- 2002 - 11 settembre. Leggende di guerra - edizioni Avverbi
- 1996 – Di bocca in bocca - Stampa Alternativa
- 1994 – La famosa invasione delle vipere volanti - edizioni Sonzogno

| Controllo di autorità | VIAF (EN) 63244733 · ISNI (EN) 0000 0000 3178 956X · SBN LO1V140378 · LCCN (EN) n94105508 |